# Монако на летних Олимпийских играх 2012
Монако на летних Олимпийских играх 2012 было представлено шестью спортсменами в шести видах спорта.

## Результаты соревнований

### Академическая гребля
В следующий раунд из каждого заезда проходили несколько лучших экипажей (в зависимости от дисциплины). В утешительный заезд попадали спортсмены, выбывшие в предварительном раунде. В финал A выходили 6 сильнейших экипажей, остальные разыгрывали места в утешительных финалах B-F.
Мужчины
| Соревнование | Спортсмены     | Предварительный заезд | Предварительный заезд | Предварительный заезд | Отборочный заезд | Отборочный заезд | Отборочный заезд | Четвертьфинал | Четвертьфинал | Четвертьфинал | Полуфинал     | Полуфинал     | Полуфинал     | Финал   | Финал   | Итоговое место |
| Соревнование | Спортсмены     | Заезд                 | Время                 | Место                 | Заезд            | Время            | Место            | Заезд         | Время         | Место         | Заезд         | Время         | Место         | Время   | Место   | Итоговое место |
| ------------ | -------------- | --------------------- | --------------------- | --------------------- | ---------------- | ---------------- | ---------------- | ------------- | ------------- | ------------- | ------------- | ------------- | ------------- | ------- | ------- | -------------- |
| одиночки     | Матиас Реймонд | 3                     | 6:58,60               | 3 Q                   | Не участвовал    | Не участвовал    | Не участвовал    | 4             | 7:20,16       | 5             | Полуфинал C/D | Полуфинал C/D | Полуфинал C/D | Финал C | Финал C | 18             |
| одиночки     | Матиас Реймонд | 3                     | 6:58,60               | 3 Q                   | Не участвовал    | Не участвовал    | Не участвовал    | 4             | 7:20,16       | 5             | 1             | 7:38,17       | 3             | 7:36,35 | 6       | 18             |

### Водные виды спорта

#### Плавание
В следующий раунд на каждой дистанции проходят лучшие спортсмены по времени, независимо от места занятого в своём заплыве.
Женщины
| Спортсмен        | Соревнование   | Предварительный раунд | Предварительный раунд | Полуфинал | Полуфинал | Финал     | Финал     |
| Спортсмен        | Соревнование   | Результат             | Место                 | Результат | Место     | Результат | Место     |
| ---------------- | -------------- | --------------------- | --------------------- | --------- | --------- | --------- | --------- |
| Анжелика Тринкье | 100 м на спине | 1:10,79               | 45                    | Не прошла | Не прошла | Не прошла | Не прошла |

### Дзюдо
Спортсменов — 1
Соревнования по дзюдо проводились по системе на выбывание. Утешительные встречи проводились между спортсменами, потерпевшими поражение в четвертьфинале турнира. Победители утешительных встреч встречались в схватке за 3-е место со спортсменами, проигравшими в полуфинале в противоположной половине турнирной сетки.
Мужчины
| Категория | Спортсмены  | 1/32 финала        | 1/16 финала                       | 1/8 финала                           | Четвертьфинал        | Полуфинал            | Финал                | Место |
| Категория | Спортсмены  | Соперник Результат | Соперник Результат                | Соперник Результат                   | Соперник Результат   | Соперник Результат   | Соперник Результат   | Место |
| --------- | ----------- | ------------------ | --------------------------------- | ------------------------------------ | -------------------- | -------------------- | -------------------- | ----- |
| до 60 кг  | Ян Сиккарди | Не участвовал      | Али Хусроф (YEM) поб. 1010 - 0012 | Арсен Галстян (RUS) пор. 0000 - 1000 | Завершил выступление | Завершил выступление | Завершил выступление | 9     |

### Лёгкая атлетика
В беге на 800 метров должен был соревноваться Эте Брис, однако, он был дисквалифицирован.

### Парусный спорт
Мужчины
| Спортсмен      | Класс | Гонка | Гонка | Гонка | Гонка | Гонка | Гонка | Гонка | Гонка | Гонка | Гонка | Гонка | Очки | Место |
| Спортсмен      | Класс | 1     | 2     | 3     | 4     | 5     | 6     | 7     | 8     | 9     | 10    | M     | Очки | Место |
| -------------- | ----- | ----- | ----- | ----- | ----- | ----- | ----- | ----- | ----- | ----- | ----- | ----- | ---- | ----- |
| Деспарт Дамиен | Лазер | 44    | 45    | 45    | 39    | 41    | 43    | 42    | 32    | 45    | 25    | -     | 396  | 45    |

### Триатлон
Мужчины
| Спортсмен   | Соревнование              | Плавание | Велоспорт | Бег   | Итоговое время | Место |
| ----------- | ------------------------- | -------- | --------- | ----- | -------------- | ----- |
| Банти Херви | Индивидуальное первенство | 18:55    | 58:51     | 33:44 | 1:52:42        | 49    |